# Ectinorus hertigi
Ectinorus hertigi är en loppart som först beskrevs av Johnson 1957.  Ectinorus hertigi ingår i släktet Ectinorus och familjen Rhopalopsyllidae. Inga underarter finns listade i Catalogue of Life.